# Stéphane Cretin
Stéphane Cretin (1º febbraio 1967) è un ex sciatore alpino francese.

## Biografia
Gigantista puro originario di Les Deux Alpes, Cretin in Coppa del Mondo registrò quattro piazzamenti: il primo fu il 17º posto ottenuto il 23 novembre 1991 a Park City, che sarebbe rimasto il suo miglior risultato nel circuito, l'ultimo il 20 dicembre 1992 a Kranjska Gora (22º). Non prese parte a rassegne olimpiche o iridate.

## Palmarès

### Coppa del Mondo
- Miglior piazzamento in classifica generale: 110º nel 1992